# Bombe glacée
Un bombe glacée es un postre helado en un molde esférico, de ahí el nombre.
Fue creado en Francia durante el siglo XVIII. Auguste Escoffier da más de sesenta recetas de bombe glacée en Le Guide Culinaire. El postre apareció en los menús de restaurantes en 1882.